# بید کوهی
بید کوهی (نام علمی: Salix arbuscula) نام یک گونه از سرده بید است.